# رایه چک مدو
رایه چک مدو (به انگلیسی: Raiya Chak Maddu) یک روستا در پاکستان است که در ناحیه جهلم واقع شده‌است. رایه چک مدو ۲۳۱٫۶۵ متر بالاتر از سطح دریا واقع شده‌است.